# 磐舟柵
磐舟柵（いわふねのき/いわふねさく）は、新潟県村上市岩船周辺に置かれたとされる日本列島の古代城柵。名称は「石船柵」とも。7世紀代の648年（大化4年）に越国に置かれたといい、8世紀初め頃まで存続した。正確な所在地は明らかでない。

## 概要
『日本書紀』の大化4年（648年）是歳条に、「磐舟柵を治めて蝦夷に備え、越と信濃の民を選んではじめて柵戸を置いた」とある。磐舟柵の設置を記したものである。この前年には渟足柵が造られており、ともども北方の備えにあたったが、磐舟柵のほうが北の荒川と三面川の両河口のほぼ中間地点であったとされ、最前線の拠点だったと考えられている。
その後、『続日本紀』によれば、文武天皇2年（698年）12月21日に越後国に石船柵を修理させた。文武天皇4年（700年）2月19日には越後国と佐渡国に石船柵を修営させた。
磐舟柵に関する記録はこの700年で途切れる。708年頃さらに北に出羽柵が建てられ、最前線の柵はこれに替わった。このとき廃絶された可能性もあるが、養老年間（717年 - 723年）まで渟足柵が存在したことがわかっているので、磐舟柵も続いた可能性もある。結局のところいつ廃されたかは不明である。
磐舟柵と渟足柵など初期の城柵の遺跡は未だ見つかっていない。
鈴木鉀三は磐舟柵の項で都岐沙羅柵に触れ「私は都岐沙羅柵は磐舟柵のことであろうと思っています。日本書紀に都岐沙羅柵が出てくるのは、この時一回だけです。当時は蝦夷の住んでいた地方ですから、はじめから磐舟というのは変だと思うのです。」と記している（鈴木鉀三　村上市歴史散歩　村上郷土史研究出版　1990･9新訂版　p123）。山川出版『日本史小辞典』には「658年（斉明4）都岐沙羅柵がみえ、これを磐舟柵の旧称とする説もあるが疑問。」とある。山川出版では根拠を「鈴木鉀三：村上市歴史散歩」としている。
高橋富雄は「磐舟=石船というのは、皇師が海からいたりついた基地という特別な意味。淳足=沼垂は土語。（中略）都岐沙羅は土語だから渟足と釣り合う。（p26）」「石船柵の本来の呼称は都岐沙羅柵。大化四年紀に、都岐沙羅は石船（磐舟）柵に改められた。（p26）」「都岐沙羅柵は古い呼称。辺境の権威を強調し、石船柵の美称に変わった。（p26～27）」「キノトを柵戸（きのと）で、キノへの意味。乙寺は柵戸寺の意味だ。よって柵戸が本拠の柵がこの近くで考えられる。その柵が、石船柵に相当する。（p32～33）」と記している（髙橋富雄　石船柵おぼえがき　東北学院大学東北文化研究所紀要2　東北学院大学東北文化研究所　1970年　国立国会図書館所蔵　遠隔複写）。このことから髙橋の見解に従えば、乙寺のある柵戸（キノト）に磐舟柵があったということになる。ちなみに「皇師」は、天皇がひきいる軍隊。( 新村 出 編　広辞苑　第五版1刷　岩波書店 1998 年　p895)